# 1999 Madeleine
Pour plus de détails, voir Fiche technique et Distribution.
1999 Madeleine est un film français réalisé par Laurent Bouhnik, diffusé dans plusieurs festivals dès 1999 puis distribué en salles en 2000.

## Synopsis
Madeleine, 35 ans, célibataire et stérile, travaille comme retoucheuse et cherche l’homme de sa vie. La perte de son emploi, en lui laissant plus de temps pour elle-même, lui donne l’énergie pour s’ouvrir au monde et continuer à mener sa barque.

## Fiche technique
- Titre original : 1999 Madeleine
- Réalisation : Laurent Bouhnik
- Scénario : Laurent Bouhnik
- Musique : Jérôme Coullet
- Photographie : Gilles Henry
- Montage : Clémence Lafargue, Laurent Bouhnik
- Son : Paulo De Jesus
- Décors : Yvon Fustec
- Costumes : Isabelle Millet
- Production déléguée : Jean Cottin, Étienne Comar, Laurent Bouhnik
- Sociétés de production : Playtime, Climax Production
- Société de distribution : Ad Vitam
- Pays d'origine :  France
- Langue originale : français
- Format : Couleurs - 35 mm - 1,85:1 - Son Dolby SR numérique
- Genre : comédie dramatique
- Durée : 90 minutes
- Dates de sortie :
  -  Suisse : 6 août 1999 (Festival de Locarno)
  -  Canada : 3 septembre 1999 (Festival de Montréal) ; 9 septembre 1999 (Festival de Toronto)
  -  États-Unis : octobre 1999 (Festival de Chicago)
  -  Suède : novembre 1999 (Festival de Stockholm)
  -  Grèce : 20 novembre 1999 (Festival de Thessalonique)
  -  France : 2 février 2000 (sortie nationale)
  -  Hong Kong : 23 avril 2000 (Festival de Hong Kong)
- (fr) Classifications CNC : tous publics (visa no 92090 délivré le 27 janvier 2000)

## Distribution
- Véra Briole : Madeleine
- Manuel Blanc : Gabriel
- Anouk Aimée : Ève, la mère de Madeleine
- Jean-Michel Fête : Mathieu
- Jean-François Gallotte : Monsieur Paul
- Aurélia Petit : Marie
- Samuel Jouy : Jacques, le professeur de judo
- Serge Blumental : Thomas
- Jorge Vaello : Jeo le Barman
- Jean Giraud : l'homme qui ramasse la croix
- Renée Le Calm : Mme Bléchard
- Michel Gondoin : Momo
- Emmanuelle Rozes : Mme Hilaire
- Catherine Giron : Mme Guignar
- Caroline Victoria : Valérie
- Bruno Abraham-Kremer : Pierre
- Jérôme Le Paulmier : Luc
- Natasha Solignac : Mme Koutchisky

## Accueil

### Accueil critique
« Il y a du bon et du mauvais dans cette affaire. Le bon, c’est qu’à aucun moment le réalisateur ne cherche à nous apitoyer avec son histoire de femme solitaire qui trimballe sa morne vie entre son appart banlieusard et son job de couturière. [...]. À force de faire du béhaviorisme, on filme les êtres comme des choses.[...] Comme si le sujet ne se suffisait pas à lui-même, il faut que l’Auteur se manifeste par un filmage arty. Autre problème : le scénario. Manifestement, l’action se déroule aujourd’hui. Or, les personnages secondaires appartiennent aux années 50-70 : le patron du pressing, soûlant, ses clientes, grotesques… »

— Vincent Ostria, Les Inrockuptibles, 30 novembre 1999

### Box-office
- Nombre total d'entrées en fin d'exclusivité (Paris) : 3 174
- Nombre total d'entrée en fin d'exclusivité (France) : 10 282

### Distinctions
- Festival international du film de Locarno 1999 : 
  - Prix Jury de la Jeunesse
  - Léopard de bronze pour Véra Briole
  - Sélection officielle en compétition pour le Léopard d'or
- Festival international du film de Stockholm 1999 :
  - Sélection officielle en compétition pour le Cheval de bronze